# Richemont (Sena Marítimo)
Richemont é uma comuna francesa na região administrativa da Normandia, no departamento de Sena Marítimo. Estende-se por uma área de 10,71 km². Em 2010 a comuna tinha 448 habitantes (densidade: 41,8 hab./km²).